# 주벨기에·유럽 연합 대한민국 대사관 겸 주북대서양 조약 기구 대한민국 대표부
주벨기에·유럽 연합 대한민국 대사관 겸 주북대서양 조약 기구 대한민국 대표부(프랑스어: Ambassade de la République de Corée auprès du Royaume de Belgique et de l'Union européenne et Mission permanente auprès du Organisation du Traité de l'Atlantique Nord, 네덜란드어: Ambassade van de Republiek Korea bij het Koninkrijk België en de Europese Unie en Permanente Vertegenwoordiging bij de Noord-Atlantische Verdragsorganisatie, 독일어: Botschaft der Republik Korea beim Königreich Belgien und der Europäischen Union und Ständige Vertretung bei der Nordatlantikvertrags-Organisation)는 1965년 벨기에 브뤼셀에 개설된 대한민국 외교부 소속의 대사관이다. 이 공관은 유럽 연합(EU)·북대서양 조약 기구(NATO, 나토) 주재 대한민국 대표부도 겸임한다.

## 역사
대한민국 정부는 1961년 5월 2일에 벨기에와 수교했으며 1963년 7월 24일에는 유럽 공동체(EC)와 수교했다. 1965년 11월 1일에는 벨기에 브뤼셀에 주벨기에 대한민국 대사관을 설치하면서 해당 공관에서 주유럽 공동체 대한민국 대표부를 겸임했다. 반면 유럽 공동체는 한동안 대한민국에 상주 대표부를 설치하지 않았다.
1989년 2월 1일에는 주유럽 공동체 대한민국 대표부가 주벨기에 대한민국 대사관에서 분리되어 신설되었다. 1989년 7월 7일에는 벨기에 브뤼셀에서 열린 제6차 대한민국-유럽 공동체 고위협의회에 참석한 최호중 대한민국 외무부 장관과 프란스 안드리선 유럽 공동체 집행위원회 부위원장 겸 외교 관계·통상 정책 담당 위원이 대한민국 주재 유럽 공동체 대표부 설치 및 특권 면제에 관한 협정에 서명했다. 이에 따라 1990년 3월 26일에 대한민국 서울에서 주한 유럽 공동체 대표부가 정식 개관했다.
1993년 11월 1일을 기해 마스트리흐트 조약의 발효와 함께 유럽 공동체가 유럽 연합(EU)으로 개편되면서 주유럽 공동체 대한민국 대표부도 주유럽 연합 대한민국 대표부로 개편되었다. 1998년 9월 1일에는 대한민국 정부가 IMF 구제금융 체제의 여파로 인하여 주유럽 연합 대한민국 대표부를 폐쇄하고 주벨기에 대한민국 대사관에 통합했다. 2022년 6월 22일에는 윤석열 대한민국 대통령이 스페인 마드리드에서 열린 북대서양 조약 기구(NATO, 나토) 정상회의에 참석한 것을 계기로 대한민국 정부가 벨기에 브뤼셀 주재 대한민국 대사관에 주나토 대표부를 설치하기로 결정했다.

## 역대 공관장
| 대수        | 성명           | 임명             |
| ----------- | -------------- | ---------------- |
| 제1대 대사  | 문덕주(文德周) | 1966년 1월 20일  |
| 제2대 대사  | 정일영(鄭一永) | 1971년 5월 18일  |
| 제3대 대사  | 최완복(崔完福) | 1972년 9월 19일  |
| 제4대 대사  | 송인상(宋仁相) | 1974년 4월 23일  |
| 제5대 대사  | 안광호(安光鎬) | 1976년 7월 2일   |
| 제6대 대사  | 박 근(朴 槿)   | 1979년 11월 18일 |
| 제7대 대사  | 최호중(崔浩中) | 1983년 3월 22일  |
| 제8대 대사  | 신정섭(申貞燮) | 1984년 6월 29일  |
| 제9대 대사  | 류종하(柳宗夏) | 1987년 4월 28일  |
| 제10대 대사 | 정우영(鄭宇永) | 1989년 4월 27일  |
| 제11대 대사 | 김이명(金以銘) | 1992년 7월 2일   |
| 제12대 대사 | 문창화(文昌華) | 1995년 6월 27일  |
| 제13대 대사 | 이재춘(李在春) | 1998년 6월 24일  |
| 제14대 대사 | 최대화(崔大和) | 1999년 3월 8일   |
| 제15대 대사 | 박양천(朴楊千) | 2001년 9월 17일  |
| 제16대 대사 | 오행겸(吳行兼) | 2003년 7월 6일   |
| 제17대 대사 | 정우성(丁宇聲) | 2006년 4월 7일   |
| 제18대 대사 | 박준우(朴晙雨) | 2008년 9월 30일  |
| 제19대 대사 | 안호영(安豪榮) | 2011년 3월 24일  |
| 제20대 대사 | 김창범(金昌範) | 2012년 5월 23일  |
| 제21대 대사 | 안총기(安總基) | 2015년 4월 28일  |
| 제22대 대사 | 김형진(金炯辰) | 2017년 1월 27일  |
| 제23대 대사 | 윤순구(尹淳九) | 2019년 12월 16일 |
| 제24대 대사 | 유정현(柳靜鉉) | 2023년 6월 2일   |

## 같이 보기
- 주한 벨기에 대사관
- 주한 유럽 연합 대표부
- 대한민국-유럽 연합 관계